# Plaza del Instituto
La plaza del Instituto, apodada como el El Parchís, es una plaza urbana en Gijón, Asturias, España.

## Nomenclatura
Oficialmente la plaza tiene el nombre de «plaza del Instituto», en honor del Real Instituto de Jovellanos. Este nombre fue puesto el 8 de junio de 1979 para sustituir al anterior de 1937: «Plaza del Generalísimo» (sobrenombre de Francisco Franco). Antes de 1937, la plaza había sido conocida como «La Estacada», en referencia a unas estacas clavadas para evitar el acceso de los caballos a los jardines de la plaza durante 1863-1876. 
Sin embargo, el nombre más común para referirse al espacio es El Parchís. Esto se debe a que en una reforma de 1946, los jardines y parterres instalados tenían una disposición que hicieron recordar a los ciudadanos a este popular juego.

## Situación y accesos
Está ubicada en el barrio de El Centro, a escasos metros de la playa de San Lorenzo, del paseo de Begoña y de la calle Corrida. Es uno de los lugares más céntricos de la ciudad. Tiene una forma rectangular bien definida, ocupando una manzana entera y está rodeada (siguiendo las agujas del reloj y empezando por el norte) por las siguientes calles: calle Jovellanos, calle San Bernardo, calle Francisco Tomás y Valiente y calle de la Merced. Únicamente la calle Jovellanos y la calle San Bernardo están abierto al tráfico, siendo el resto totalmente peatonales. La calle Menéndez Valdés, proveniente de la plaza de San Miguel, desemboca en el cruce de la calle San Bernardo con la calle Francisco Tomás y Valiente, en la esquina sureste de la plaza.

## Comunicaciones
La plaza cuenta con varios medios de transporte: 
- Carretera: Dos accesos: Uno de sur a norte y otro de oeste a este. Debajo de la plaza se halla un aparcamiento con 238 plazas, con un único acceso rodado en la esquina noroeste de la plaza. Hay dos estacionamientos para discapacitados en superficie así como un aparcamiento de motos.
- Autobús: Emtusa cuenta con dos paradas: Plaza del Instituto (Diseñada en un acceso peatonal al parqueadero) y El Parchís. En ambas paradas estacionan las líneas 4, 10, 14, 20 y 25.[2]
- Taxi: Hay una parada de taxis en la calle San Bernardo.[2]
- Bicicleta: La plaza cuenta con una estación del sistema municipal de alquiler de bicicletas.[3]
- Pie: Los ejes peatonales existentes entre el paseo de Begoña, la calle Corrida, la playa y otros puntos de la ciudad benefician al tránsito peatonal.

## Historia

### Origen (1782-1876)
La plaza fue ideada en 1782 por Jovellanos en el marco del Plan de Mejoras, que pretendía modernizar el entorno. En la manzana oeste se construiría a partir de 1797 el Real Instituto Jovellanos, que, junto a la plaza, sería el elemento principal del Plan. En 1863 la plaza es considerablemente reformada por el arquitecto Lucas María Palacios, que, inspirado por los jardines ingleses, diseña una plaza con zonas verdes, bancos de piedra, farolas de hierro y una fuente ornamental. Este espacio desparecería en 1876 con la construcción de un mercado.

### Mercado de Hierro (1876-1937)

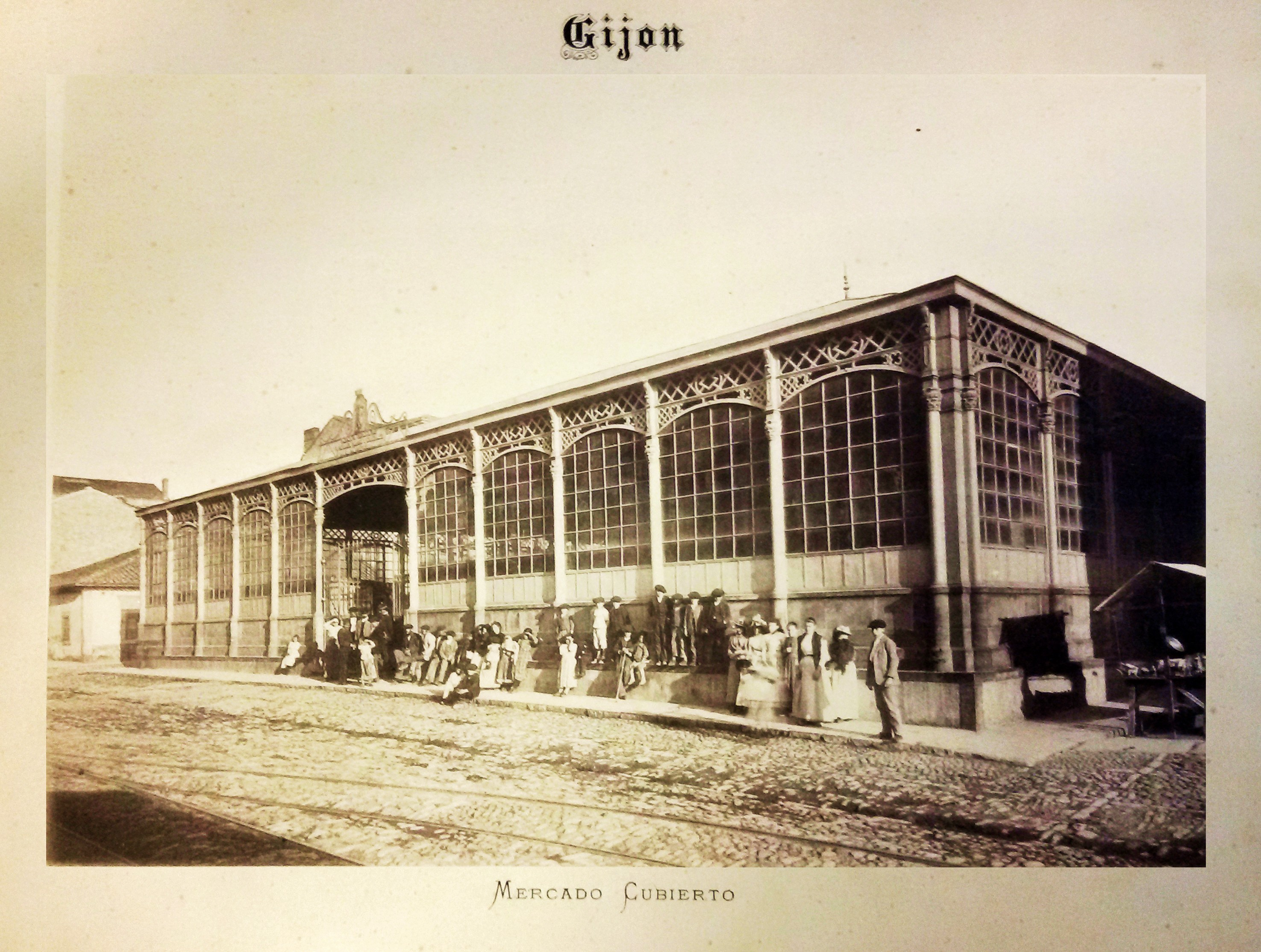
El Mercado Cubierto en 1894

En 1867 la falta de mercados cubierto para el comercio en la ciudad lleva al consistorio a plantear la construcción de un nuevo espacio higiénico y moderno para estos usos. En 1873 los particulares Manuel Manso y Anselmo González del Valle se ofrecen a construirlo a cambio de 99 años de concesión. El Ayuntamiento acepta tras ignorar las críticas por la desaparición de los jardines y comienzan las obras. El inmueble fue inaugurado el 29 de junio de 1876.
Se trataba de una gran mercado de hierro (de ahí su nombre, aunque también puede aparecer como su nombre oficial, Mercado Jovellanos o como su versión en asturiano, Mercáu del Fierro). Contaba con varios arcos de hierros ornamentados una considerable superficie acristalada.
En 1937, el gobierno del Frente Popular demolió seis edificios de la plaza y también el mercado. Esta actuación estuvo dentro del Plan de Mejoras, que supuso contundentes reformas en El Centro.

### El Parchís (1946-2009)
En los años posteriores a la demolición del mercado, el espacio quedó como un mero solar abierto al público. No sería hasta 1946 cuando el Ayuntamiento decidió recuperar el espacio como zona verde y le encarga al arquitecto municipal José Avelino Díaz Fernández-Omaña el diseño del mismo. El resultado acaba siendo 4 parterres, uno en cada esquina, con flores de distinto color por parterre, teniendo la plaza el aspecto del juego de mesa del parchís, pasando a conocerse la plaza popularmente como El Parchís.

### Reforma y actualidad (2009- act.)

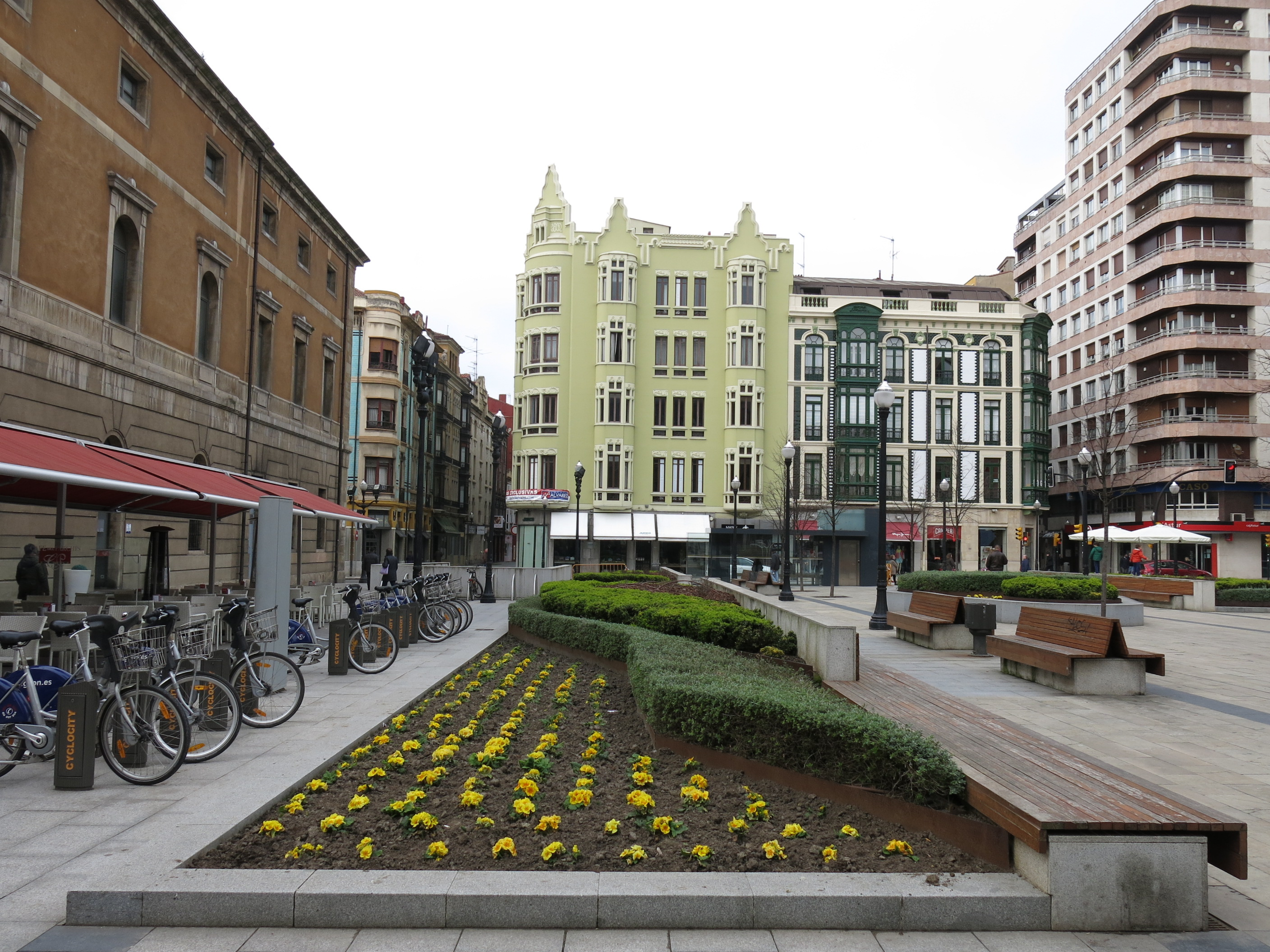
Vista del parterre suroeste con la Casa Berenguer al fondo.

Desde entonces el espacio no sufrió reformas considerables, destacando peatonalizaciones del entorno aunque sin afectar íntegramente al conjunto. 
En agosto de 2008 el Ayuntamiento de Gijón adjudicó por 2,88 millones de euros la construcción de un aparcamiento subterráneo de 238 plazas.Así mismo, destinó 700.000 euros para urbanizar la superficie y reponer las zonas verdes, puesto que iban a ser demolidas en su totalidad.
En marzo de 2009 comenzaron las obras a cargo de la empresa Ceyd. Durante las obras se hallaron restos arqueológicos provenientes de viviendas del siglo XVII así como monedas del siglo XVI y un mosaico.La plaza fue reabierta en febrero de 2011. Su diseño evoca a los antiguos parterres aunque con unos bancos correderos de madera y la inclusión de nuevos materiales como el granito. La plaza perdió parte de su vegetación anterior.

## Edificios emblemáticos
La plaza está rodeada de una gran cantidad de edificios emblemáticos: 

### Lado norte

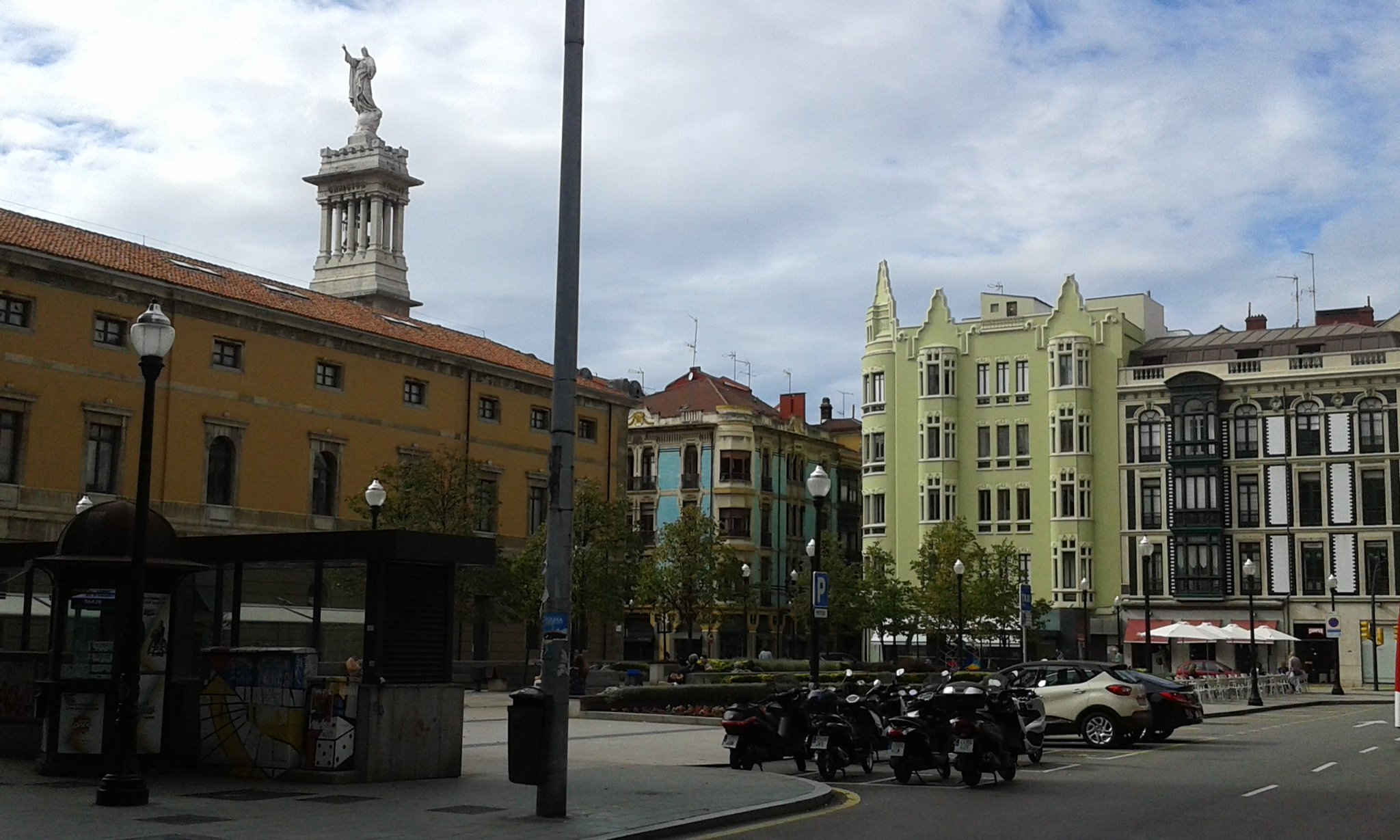
Lado oeste y norte, donde se ve el Instituto, la casa Berenguer y la torre de la basílica del Sagrado Corazón.

En el lado norte se hayan tres ejemplos de vivienda burguesa modernista: 
- Calle Instituto, 37: Edificio a dos calles con azulejos turquesas originalmente con 3 cúpulas construido por Manuel del Busto en 1913.[9]
- Calle San Bernardo, 40: Edificio ecléctico a dos calles proyectado por Mariano Marín en 1911. Destaca sus miradores ornamentados.[9]

- Casa Berenguer: Edificio de 4 plantas y dos fachadas de estilo modernista con líneas verticales y pináculos construido en 1902 por el arquitecto José Graner Prat, discípulo de Gaudí.[10][11]

### Lado este
Destaca el edificio de la popular zapatería Calzados Chiqui (1962-2022), con su logo ocupando toda la fachada y la Casa Blanca.
- Casa Blanca: Ejemplo de arquitectura racionalista construido por Manuel del Busto en 1936. Cuenta con una fachada de gran tamaño, teniendo unas elegantes líneas horizontales y esquinas curvas.[13]

### Lado sur

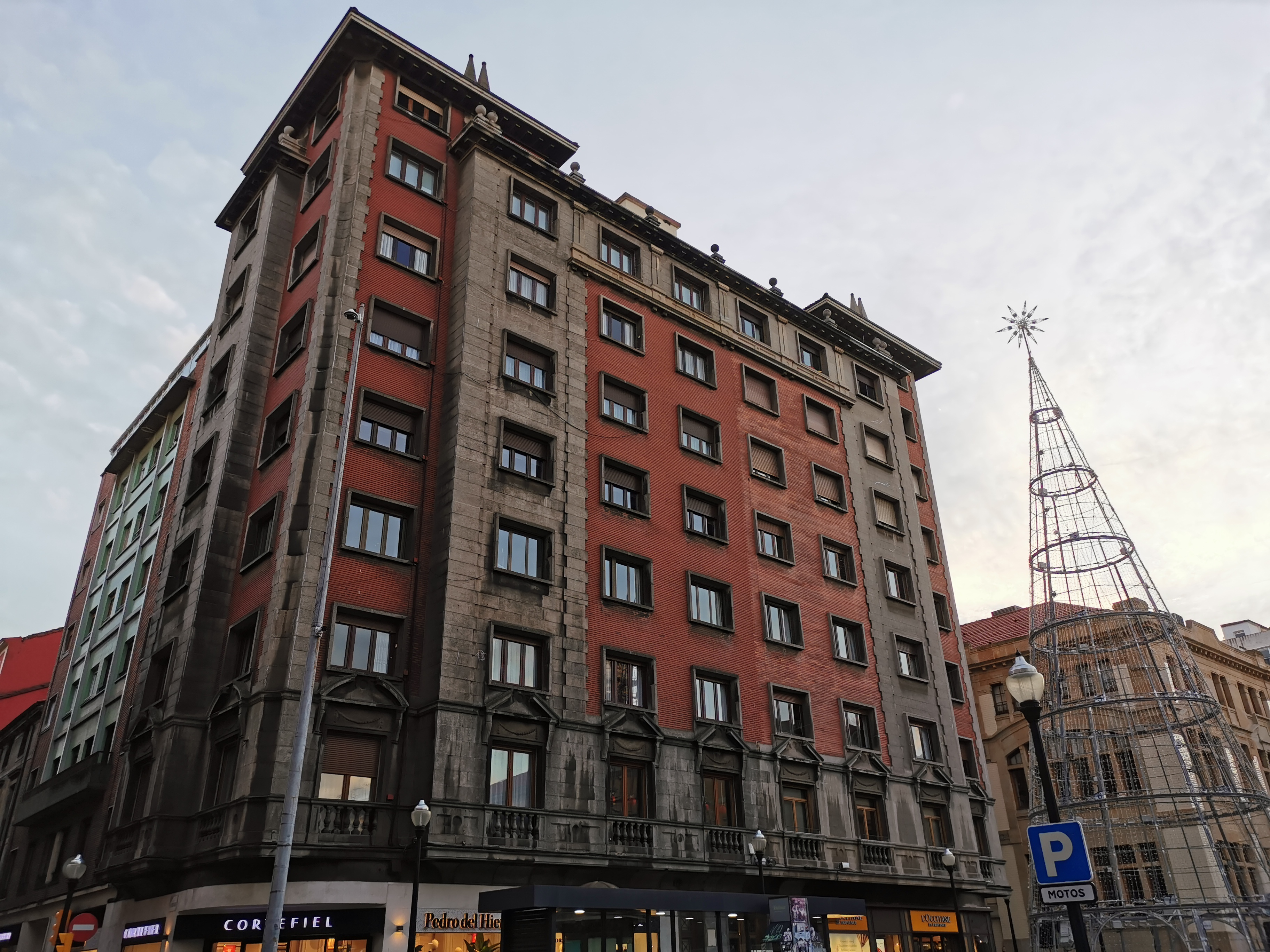
Plaza del Instituto, 7 y la Escuela de Comercio al fondo.

- Plaza del Instituto, 7 y la Escuela de Comercio al fondo.Plaza del Instituto, 7: Imponente edificio construido en 1946 por los Hermanos Somolinos que lidera la plaza con sus 8 plantas de altura y su estilo neo-herreriano típico de la arquitectura de la autarquía franquista.[14]

- Antigua Escuela de Comercio: En la manzana suroeste, fue construida en 1915 por Manuel del Busto para albergar la sede de la Escuela Superior de Comercio. Se reformó en 2018 y actualmente es un centro municipal.[15] Detrás del mismo y compartiendo patio se halla el C.P Jovellanos.

### Lado oeste
- Centro de Cultura Antiguo Instituto Jovellanos: Inmueble que data de 1797 diseñado por Juan de Villanueva aunque con una gran expansión finalizada en 1897 a cargo de Ricardo Bausá. Es un centro de cultura municipal desde 1994.[16]